# Râul Bulzu, Olt
Râul Bulzu este un afluent al râului Păușa. 